# Iga (Mie)
Iga (Japans: 伊賀市, Iga-shi) is een stad van de prefectuur Mie in Japan. De oppervlakte van de stad is 558,17 km² en midden 2009 had de stad circa 98.500 inwoners.

## Geschiedenis
Iga werd op 11 november 2004 erkend als stad (shi) na samenvoeging van de stad Ueno (上野市, Ueno-shi), de gemeentes Iga (伊賀町, Iga-chō), Ayama (阿山町, Ayama-chō) en Aoyama (青山町, Aoyama-chō) en de dorpen Shimagahara (島ヶ原村, Shimagahara-mura) en Oyamada (大山田村, Ōyamada-mura).

## Verkeer
Iga ligt aan de Kansai-hoofdlijn en de Kusatsu-lijn van de West Japan Railway Company, aan de Ōsaka-lijn en Iga-lijn van de Kintetsu (Kinki Nippon Tetsudō).
Iga ligt aan de autowegen 25, 163, 165, 368, 421 en 422.

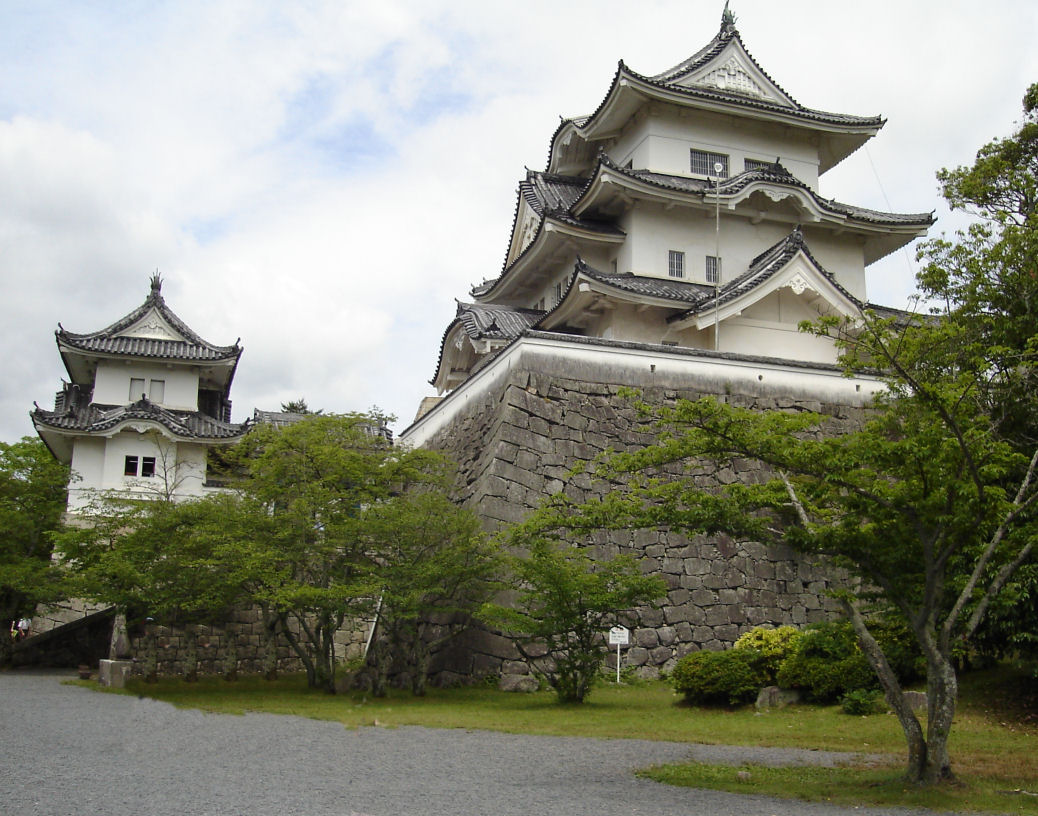
Kasteel Ueno

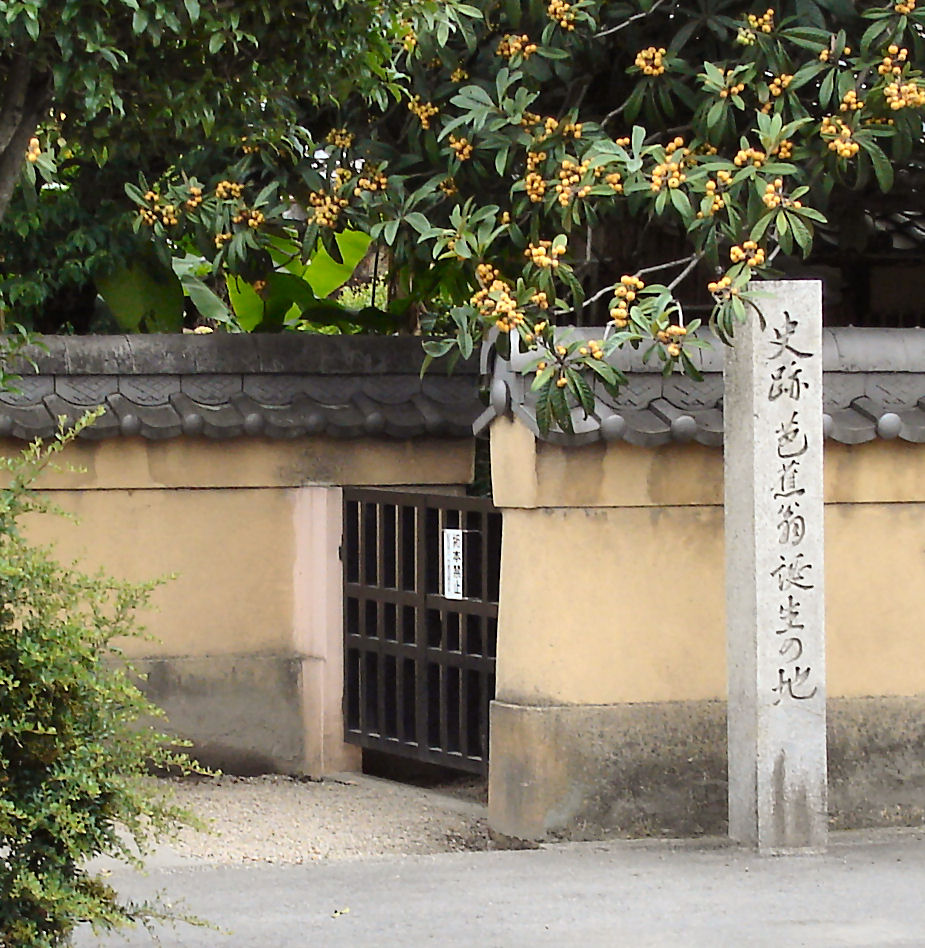
Geboortehuis van Matsuo Bashō

## Bezienswaardigheden
- Kasteel Ueno
- Geboortehuis van Matsuo Bashō

## Stedenband
Iga heeft een stedenband met
- Jurong, China

## Aangrenzende steden
- Kameyama
- Kōka
- Nabari
- Nara
- Tsu

## Geboren in Iga
- Matsuo Basho (松尾芭蕉, Matsuo Bashō), haiku-meester
- Hakaru Hashimoto (橋本 策, Hashimoto Hakaru), patholoog, chirurg en ontdekker van de Ziekte van Hashimoto
- Jirō Kawasaki (川崎二郎, Kawasaki Jirō), politicus en minister van volksgezondheid onder Junichiro Koizumi
- Kazuhiro Yamaji (山路 和弘, Yamaji Kazuhiro), acteur
- Wasabi Mizuta (水田 わさび, Mizuta Wasabi), seiyū